# Catching Fire: The Story of Anita Pallenberg
Catching Fire: The Story of Anita Pallenberg ist ein US-amerikanischer Dokumentarfilm von Alexis Bloom und Svetlana Zill aus dem Jahr 2023 über die Rolling-Stones-Wegbegleiterin Anita Pallenberg. Der Film basiert auf Pallenbergs unveröffentlichter Autobiografie Black Magic, dessen Manuskript ihre Kinder nach ihrem Tod 2017 fanden. Passagen daraus werden im Film von Scarlett Johansson vorgetragen.

## Handlung
Der Film zeigt Archivmaterial, private Videos aus Pallenbergs Nachlass und nachgestellte Szenen aus ihrem Leben. Im Film kommen unter anderen ihre Kinder Marlon und Angela Richards, ihre Freunde Metka Kosak, Stash Klossowski und Sandro Sursock sowie Weggefährten wie Volker Schlöndorff oder Kate Moss zu Wort.

## Produktion und Veröffentlichung
Der Film feierte seine Premiere noch unter dem Titel Anita am 22. Mai 2023 bei den Internationalen Filmfestspielen von Cannes, wo er ein der Cannes Classics Sektion lief.
Er wurde später unter anderem beim BFI London Film Festival, beim Thessaloniki Documentary Festival und dem südkoreanischen Jeonju International Film Festival gezeigt. In Deutschland lief er erstmalig am 3. Mai 2024 beim DOK.fest München.

## Rezeption
Rotten Tomatoes weist auf Basis von 32 Kritiken 88 Prozent positive Bewertungen aus.
Der Guardian-Kritiker Peter Bradshaw gab dem Film vier von fünf Sternen. Variety lobte den Film als „sehr guten Dokumentarfilm“ und eines „der düstersten Porträts der Rockwelt“.
Deutlich kritischer bewertete Marya E. Gates den Film in ihrer Kritik für rogerebert.com. Der Film beschränke sich darauf, Pallenbergs Geschichte anhand ihrer Beziehung den Rolling Stones und anderen Männern zu erzählen, anstatt ihre eigene Sicht auf die Dinge zu präsentieren. Da der Film nur ausgewählte Ausschnitte aus Pallenbergs Biografie-Manuskript präsentiere, blieben ihre Wünsche, Sehnsüchte und inneren Gedanken weitestgehend unerforscht. Vor allem zu den unschönen Ereignissen ihres Lebens erfahre der Zuschauer alles nur aus der Perspektive von Außenstehenden. Über die Jahre nach der Trennung von Pallenberg und Keith Richards, mithin also fast vier Jahrzehnte ihres Lebens, schweige sich der Film weitestgehend komplett aus. Gates vergab lediglich 1,5 von 4 Sternen.